# Premierzy Queenslandu

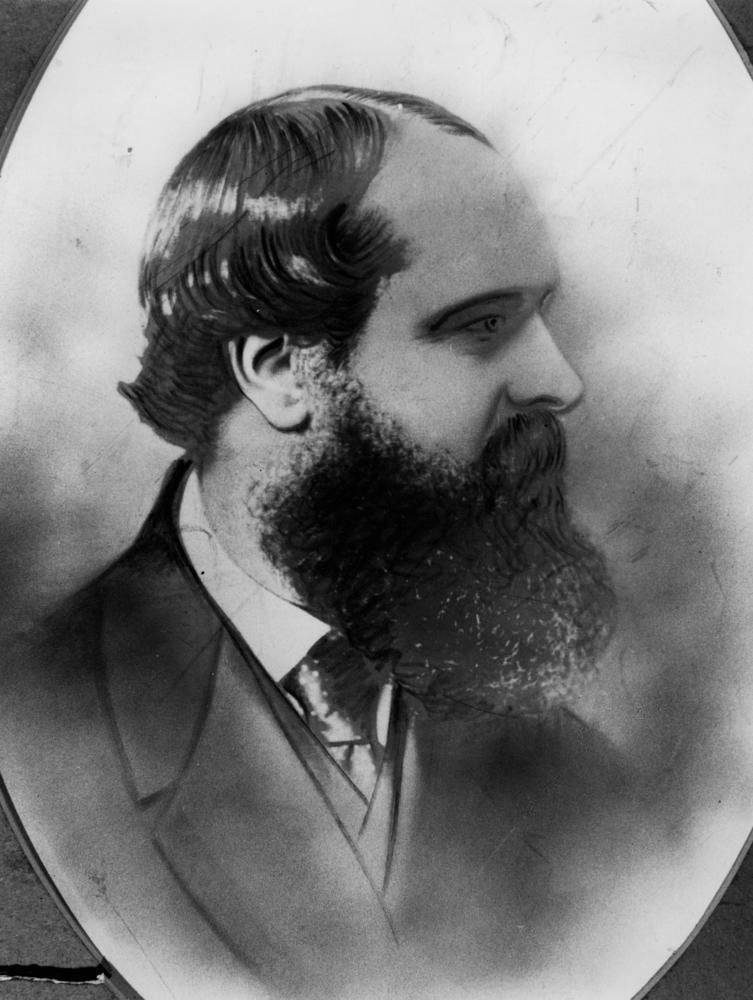
Pierwszy premier Queenslandu, Robert Herbert

Premier Queenslandu (Premier of Queensland) – faktycznie najważniejszy (choć formalnie sytuujący się w hierarchii poniżej gubernatora) urząd we władzy wykonawczej australijskiego stanu Queensland. Oficjalnie premiera powołuje gubernator, jednak tradycyjnie urząd ten obejmuje przywódca partii lub koalicji posiadającej większość w parlamencie stanowym. Następnie na jego wniosek gubernator mianuje pozostałych członków gabinetu stanowego.
Urząd ten powstał w 1859, kiedy Queensland oddzielił się od Nowej Południowej Walii i stał się osobną, autonomiczną kolonią brytyjską.

## Lista premierów

### Premierzy kolonii brytyjskiej
| lata urzędowania | imię i nazwisko   |
| ---------------- | ----------------- |
| 1859-1866        | Robert Herbert    |
| 1866             | Arthur Macalister |
| 1866             | Robert Herbert    |
| 1866-1867        | Arthur Macalister |
| 1867-1868        | Robert Mackenzie  |
| 1868-1870        | Charles Lilly     |
| 1870-1874        | Arthur Palmer     |
| 1874-1876        | Arthur Macalister |
| 1876-1877        | George Thorn      |
| 1877-1879        | John Douglas      |
| 1879-1883        | Thomas McIlwraith |
| 1883-1888        | Samuel Griffith   |
| 1888             | Thomas McIlwraith |
| 1888-1890        | Boyd Morehead     |
| 1890-1893        | Samuel Griffith   |
| 1893             | Thomas McIlwraith |
| 1893-1898        | Hugh Nelson       |
| 1898             | Thomas Byrnes     |
| 1898-1899        | James Dickson     |
| 1899             | Anderson Dawson   |
| 1899-1900        | Robert Philp      |

### Premierzy stanu Australii
| lata urzędowania | imię i nazwisko       |
| ---------------- | --------------------- |
| 1901-1903        | Robert Philp          |
| 1903-1906        | Arthur Morgan         |
| 1906-1907        | William Kidston       |
| 1907-1908        | Robert Philp          |
| 1908-1911        | William Kidston       |
| 1911-1915        | Digby Denham          |
| 1915-1919        | Thomas Ryan           |
| 1919-1925        | Ted Theodore          |
| 1925             | William Gillies       |
| 1925-1929        | William McCormack     |
| 1929-1932        | Arthur Moore          |
| 1932-1942        | William Smith         |
| 1942-1946        | Frank Cooper          |
| 1946-1952        | Ned Hanlon            |
| 1952-1957        | Vince Gair            |
| 1957-1968        | Francis Nicklin       |
| 1968             | Jack Pizzey           |
| 1968             | Gordon Chalk          |
| 1968-1987        | Joh Bjelke-Petersen   |
| 1987-1989        | Mike Ahern            |
| 1989             | Russell Cooper        |
| 1989-1996        | Wayne Goss            |
| 1996-1998        | Rob Borbidge          |
| 1998-2007        | Peter Beattie         |
| 2007-2012        | Anna Bligh            |
| 2012-2015        | Campbell Newman       |
| 2015-2023        | Annastacia Palaszczuk |
| od 2023          | Steven Miles          |